# 5 січня
5 січня — 5-й день року в григоріанському календарі. До кінця року залишається 360 дні (361 день — у високосні роки).

## Свята і пам'ятні дні

### Національні
- Україна: Водохрещенський вечір.
- Вірменія: Святий Вечір (Різдвяний і Хрещенський).
- КНР: Харбінський міжнародний фестиваль льодових і снігових скульптур.
- США: День птахів[en].
- Японія: Джома Шінджі.

### Релігійні

#### Західне християнство
- Дванадцятий день із Дванадцяти Днів Різдва та Дванадцята ніч[en];
- Пам'ять папи Римського Телесфора;
- Пам'ять святих Чарльза з гори Аргус[en], Марцеліни Даровської та Яна Ноймана;
- Пам'ять преподобного Симеона Стовпника (Латинська церква).

#### Східне християнство[1]
- Надвечір'я Богоявлення (Хрещенський вечір);
- Пам'ять священномученик Феопемпта Нікомидійського та мучениці Феони;
- Пам'ять преподобних Синклітикії Олександрійської, Аполлінарії, Фостирія та Мини, Григорія Акритського;
- Пам'ять пророка Міхея.

## Іменини
✝  Католицькі: Марцеліна, Симеон, Телесфор, Чарльз, Ян.
✙ Православні: Аполлінарія, Григорій, Мина, Міхей, Синклітикія, Феона, Феопемпт, Фостирій.

## Події
- 1585 — засновано львівське Ставропігійне братство, яке до XVIII ст. провадило активну культурно-освітню, релігійну й громадську діяльність.
- 1586 — патріарх Антіохійський Йоаким V підтвердив статут Львівського Успенського (ставропігійного) братства (дата приблизна).
- 1754 — у Петербурзі видано царський указ про скасування в Гетьманщині внутрішніх митних зборів, які поповнювали гетьманський скарб — індукта та евекта.
- 1769 — Джеймс Ватт запатентував ключове технічне рішення своєї парової машини, окрему конденсаційну камеру.
- 1870 — почався страйк львівських друкарів — перший робітничий страйк в Західній Україні.
- 1875 — у Парижі відкрито будівлю театру «Опера Гарньє».
- 1895 — відкриті рентгенівські промені.
- 1905 — після 159-денної облоги під час російсько-японської війни капітулювала російська далекосхідна фортеця Порт-Артур.
- 1911 — князівство Монако — конституційна монархія.
- 1918 — УНР випустила в обіг перші українські банкноти з написами українською, польською мовами та мовою їдиш.
- 1918 — більшовики скликали й розігнали на першому ж засіданні Всеросійські установчі збори.
- 1919 — у Мюнхені заснована Німецька робітнича партія, перетворена рік по тому в Націонал-соціалістичну німецьку робітничу партію.
- 1933 — у Сан-Франциско почалося будівництво одного з найвідоміших у світі мостів Золоті ворота. Завершено будівництво було в 1937 році.
- 1935 — арештовано Бориса Антоненко-Давидовича.
- 1953 — прем'єра п'єси Семюела Бекета «Чекаючи на Ґодо», найвизначнішої англомовної п'єси ХХ століття.
- 1968 — прихід до влади в Чехословаччині Александера Дубчека, який поклав початок «Празькій весні».
- 1972 — початок робіт зі створення в США багаторазового транспортного космічного корабля.
- 1977 — заарештовано лідерів Української Гельсінської Спілки Миколу Руденка і Олексу Тихого.
- 1997 — Росія оголошує про виведення військ з території Чечні, що стало формальною ознакою закінчення дворічної невдалої російсько-чеченської війни.
- 2006 — «Intel» представив перший процесор лінійки «Core».
- 2011 — кількість інтернет-користувачів у світі сягнула 2 мільярдів.
- 2019 — Вселенський патріарх Варфоломій підписав у Стамбулі томос про автокефалію Православної церкви України.

## Народились
Дивись також Категорія:Народились 5 січня
- 1592 — Шах Джахан, 5-й могольський падишах, за часів правління якого було збудовано мавзолей Тадж Махал.
- 1679 — П'єтро Філіппо Скарлатті, італійський композитор, органіст і хормейстер. Старший з дітей Алессандро Скарлатті, брат композитора Доменіко Скарлатті.
- 1762 — Констанція Моцарт (Марія Констанція Чечилія Йозефа Йоганна Алоізія, уроджена Вебер), співачка, мемуарист, дружина композитора Вольфганга Амадея Моцарта, двоюрідна сестра німецького композитора Карла Марії фон Вебера, мати синів Моцарта — Карла Томаса і Франца Ксавера.
- 1838 — Каміль Жордан, французький математик.
- 1855 — Кінґ Кемп Жилетт, винахідник безпечної бритви.
- 1876 — Конрад Аденауер, німецький політик, перший канцлер Федеративної республіки Німеччина.
- 1876 — Люсьєн Булл, ірландський винахідник.
- 1880 — Василь Верховинець, український композитор, мистецтвознавець, дослідник українського танцю († 1938).
- 1881 — Пабло Гаргальо, каталонський скульптор, близький до кубізму.
- 1900 — Ів Тангі, французький художник-сюрреаліст.
- 1909 — Стівен Коул Кліні, американський логік і математик, праці якого заклали основи теоретичної інформатики.
- 1921 — Фрідріх Дюрренматт, швейцарський романіст і драматург.
- 1923 — Мирослав Симчич, український військовий діяч, командир сотні УПА, політв'язень, який провів у радянських тюрмах і таборах більш як 32 роки.
- 1932 — Умберто Еко, італійський письменник, філософ, історик-медієвіст (романи «Ім'я рози», «Маятник Фуко», «Бавдоліно», «Таємниче полум'я цариці Лоани»).
- 1938 — Хуан Карлос I, король Іспанії (1975—2014)
- 1941 — Хаяо Міядзакі, японський режисер анімаційних фільмів, автор численної манґи.
- 1942 — Наталя Земна (Зубицька), українська фітотерапевт.
- 1943 — Вадим Чупрун, український управлінець та енергетик, із 2008-го — заступник голови правління НАК «Нафтогаз України».
- 1946 — Даян Кітон, американська кіноактриса, продюсер і режисер, лауреат премії «Оскар» («Енні-холл», «Клуб покинутих дружин», «Батько нареченої», «Хрещений батько»).
- 1960 — Микола Вересень (Ситник), український журналіст, громадський та політичний діяч, актор.
- 1962 — Наталія Лігачова-Чернолуцька, українська журналістка, голова правління громадської організації «Телекритика», шеф-редактор інтернет-видання та журналу «Телекритика» (з 2001).
- 1968 — Анджей Ґолота, польський боксер-професіонал, що виступає у суперважкій ваговій категорії.
- 1969 — Мерілін Менсон (Браян Г'ю Ворнер), американський музикант, художник і колишній музичний журналіст, засновник і лідер рок-гурту «Marilyn Manson».
- 1986 — Яна Шемякіна, українська фехтувальниця, шпажистка, чемпіонка Європи 2009 року в індивідуальних змаганнях, володарка двох бронзових нагород ЧЄ — 2009 в команді, і 2009 року — індивідуально.
- 2001 — Михайло Мудрик, український футболіст, лівий вінгер лондонського «Челсі» і збірної України.
- 2003 — Валерій Ваховський, професійний український кіберспортсмен.

## Померли
Дивись також Категорія:Померли 5 січня
- 1477 — Карл I Сміливий, герцог Бургундії. Представник бургундської лінії Валуа. Син Філіпа III Доброго.
- 1589 — Катерина Медічі, французька королева-мати, дружина короля Франції, Генріха II, одна з найвпливовіших осіб Франції періоду війн між католиками і гугенотами.
- 1679 — Остап Гоголь, гетьман України на польській території.
- 1882 — Заблоцький-Десятовський Андрій Парфенович, економіст, журналіст, державний і освітній діяч, був переконаним противником кріпацтва і прибічником ідеї його скасування.
- 1970 — Макс Борн, німецький фізик, один із зачинателів квантової механіки, лауреат Нобелівської премії з фізики (…).
- 1979 — Чарльз Мінгус, американський джазовий контрабасист, композитор і правозахисник. Посмертний лауреат премії Греммі в номінації «за життєві досягнення» (1997).
- 1981 — Гарольд Клейтон Юрі, американський хімік, лавреат Нобелівської премії з хімії (1934).
- 1992 — Дарія Ребет, українська політична і громадська діячка, голова Проводу ОУНЗ, журналістка, правниця, діячка жіночого руху в українській діаспорі.
- 2003 — Массімо Джиротті, італійський актор.
- 2012 — Олександр Сизоненко, радянський баскетболіст українського походження. В 1991 році зі зростом у 2,45 м (8 футів) дістав звання найвищої людини світу за даними Світових рекордів Гіннеса.
- 2014 — Еусебіу, португальський футболіст.